# Якушев, Артур Юрьевич
Артур Юрьевич Якушев (укр. Артур Юрійович Якушев; род. 29 марта 1977, Ворошиловград) — украинский футболист, защитник.

## Игровая карьера
Воспитанник СДЮСШОР «Заря» г. Луганск (тренер — Александр Ткаченко) и УОР г. Луганск (тренер — Сергей Горковенко).
Выступал в командах «Химик» (Северодонецк), «Шахтёр» (Стаханов), «Металлург» (Липецк). В 1997 году был приглашён в СК «Николаев», с которым стал победителем первенства Украины среди команд первой лиги 1997/98 гг. После окончания сезона Якушева в числе многих лидеров николаевской команды забрали в «Кривбасс». Артур дважды попадал в заявку на матчи криворожан в высшей лиге, но на поле так ни разу не вышел. Во время зимнего перерыва в чемпионате перешёл в другую команду «вышки» — «Прикарпатье». Дебют состоялся 7 марта 1999 года в игре против кировоградской «Звезды». Всего в высшей лиге сыграл 12 матчей.
С 2000 года играл в командах первой и второй лиг чемпионата Украины. В 2009 году выступал в высшей лиге Ростовской области в команде «Донгаздобыча».